# Château de Soutomaior

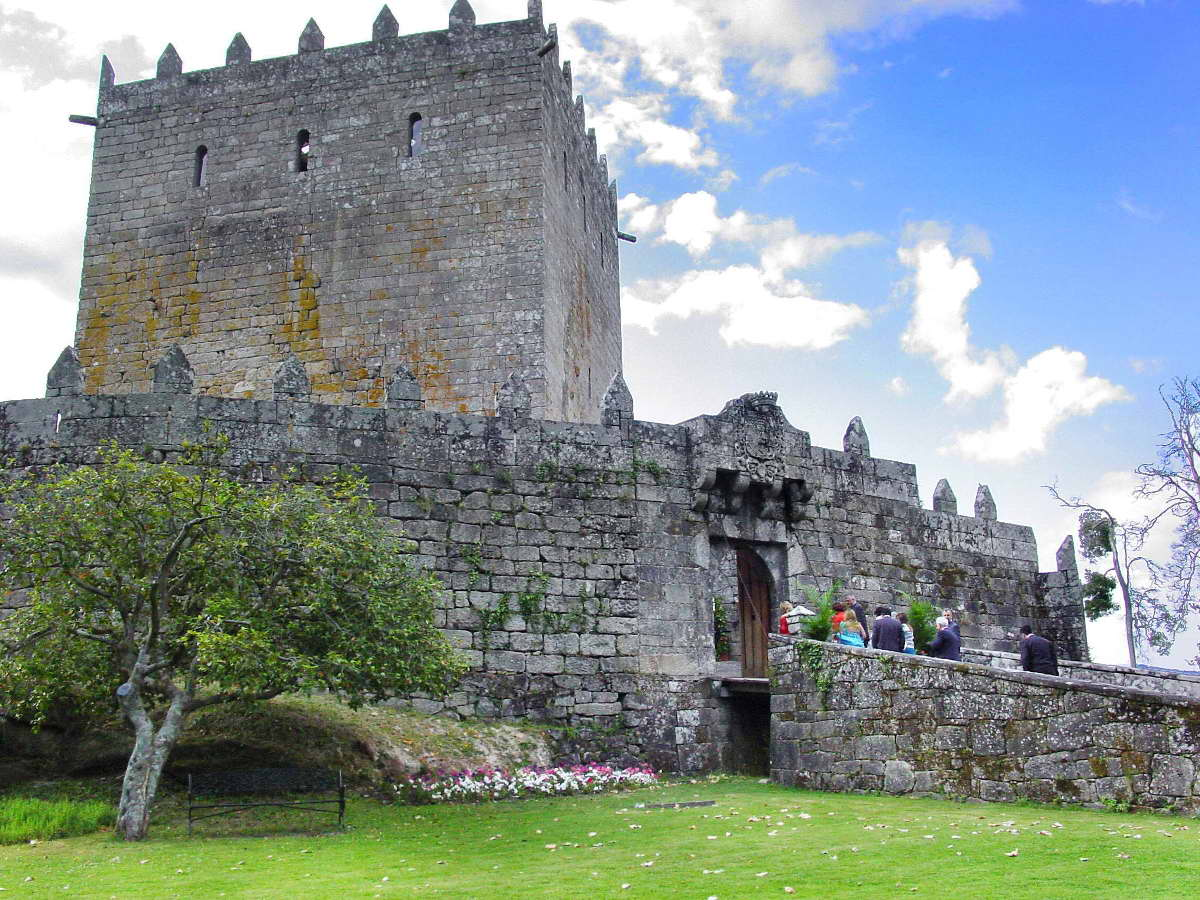
Château de Soutomaior, province de Pontevedra, Espagne.

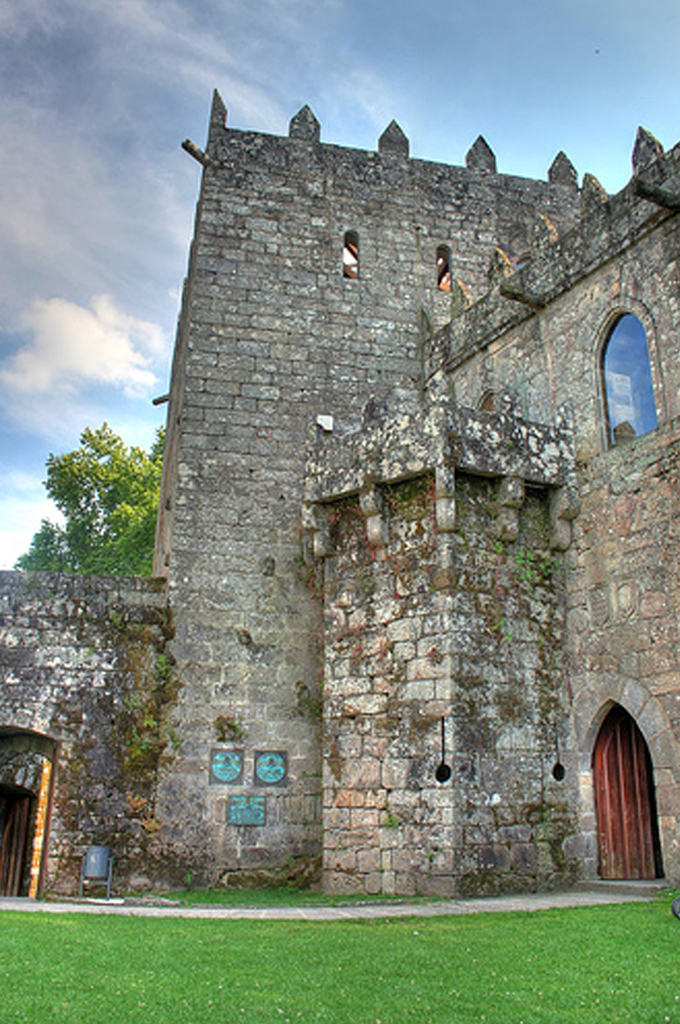
Château de Soutomaior, Espagne

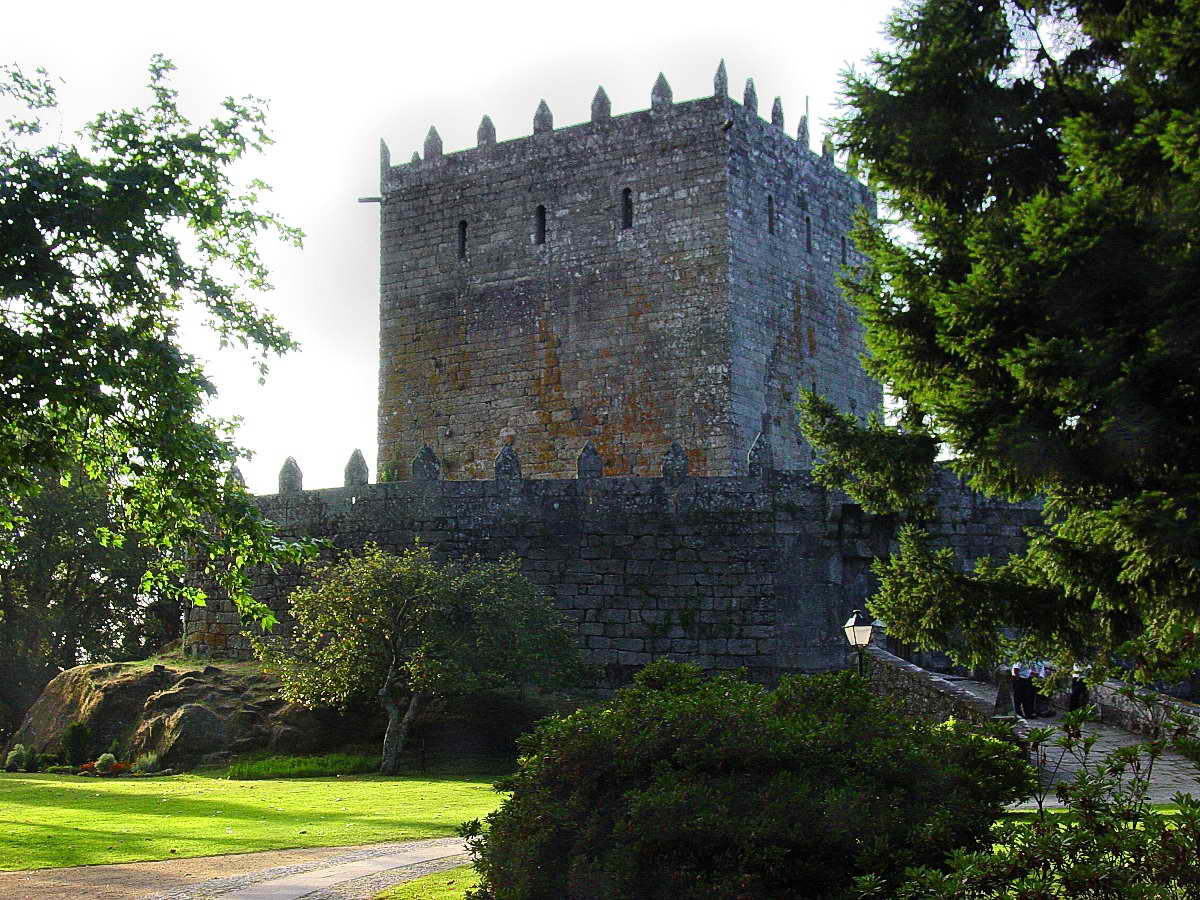
Donjon.

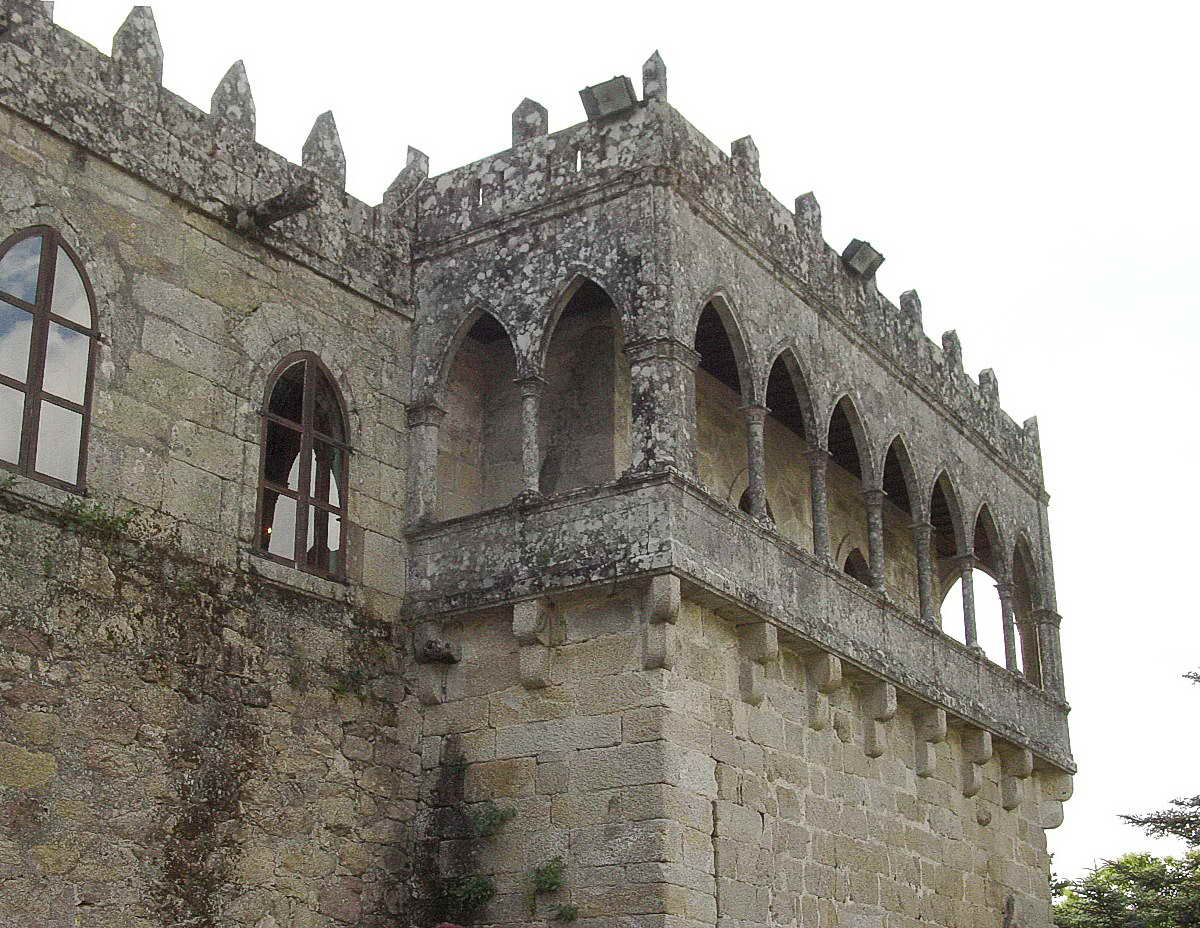
Galerie des Dames.

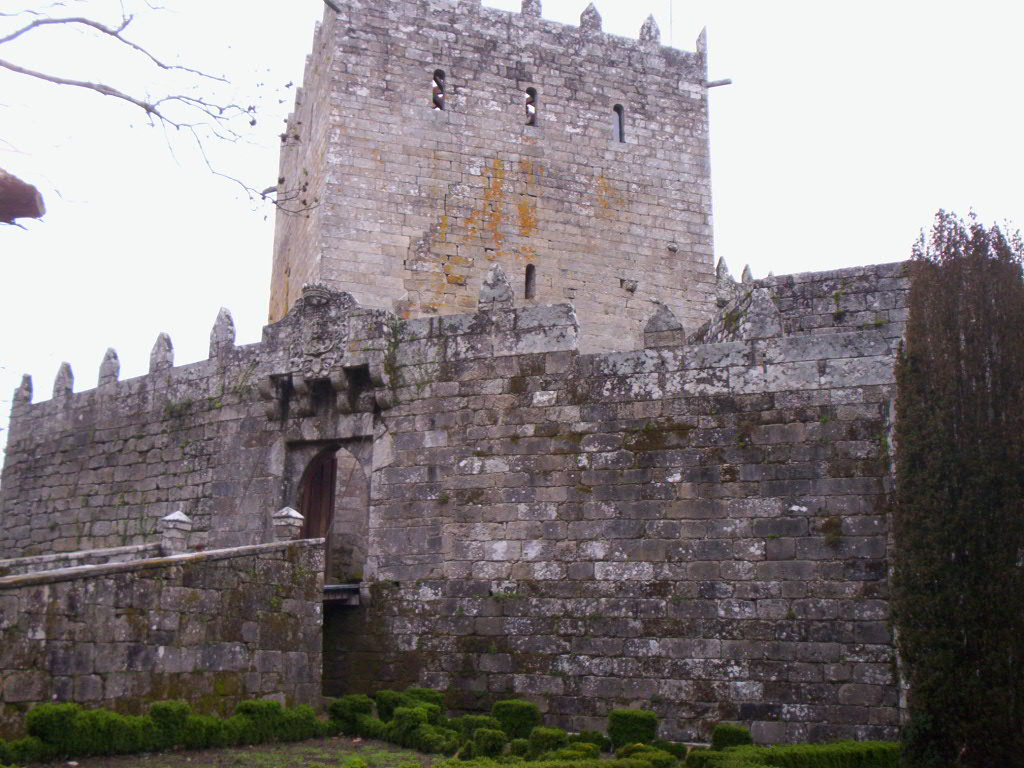
Château de Soutomaior. Donjon

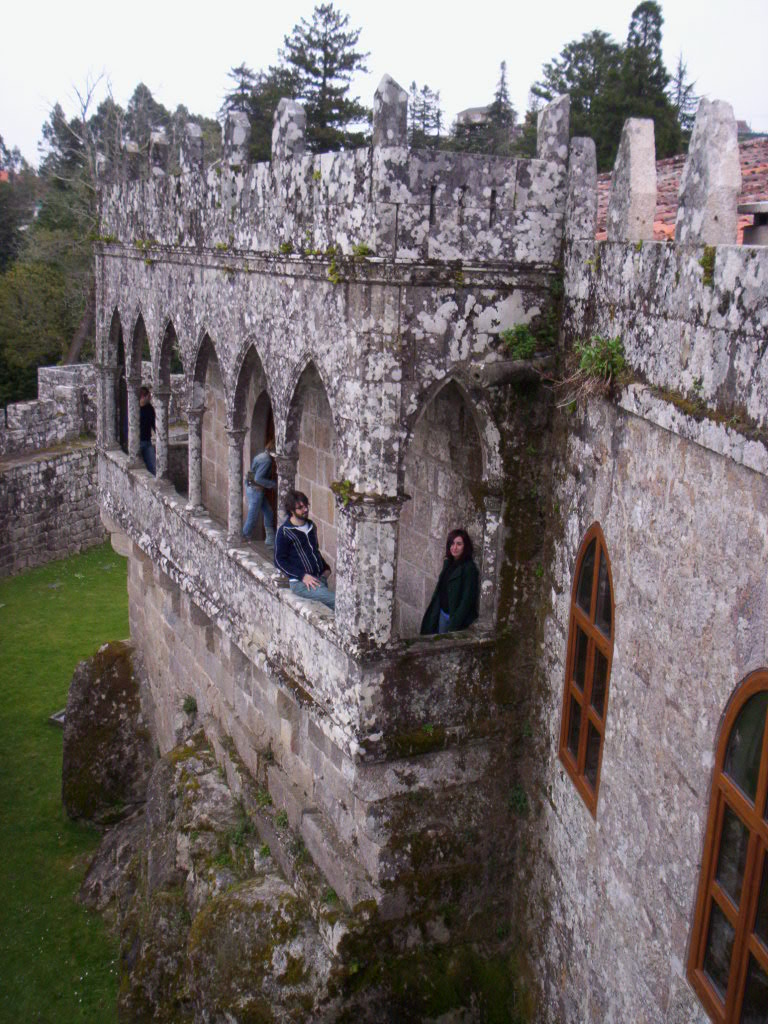
Galerie des dames

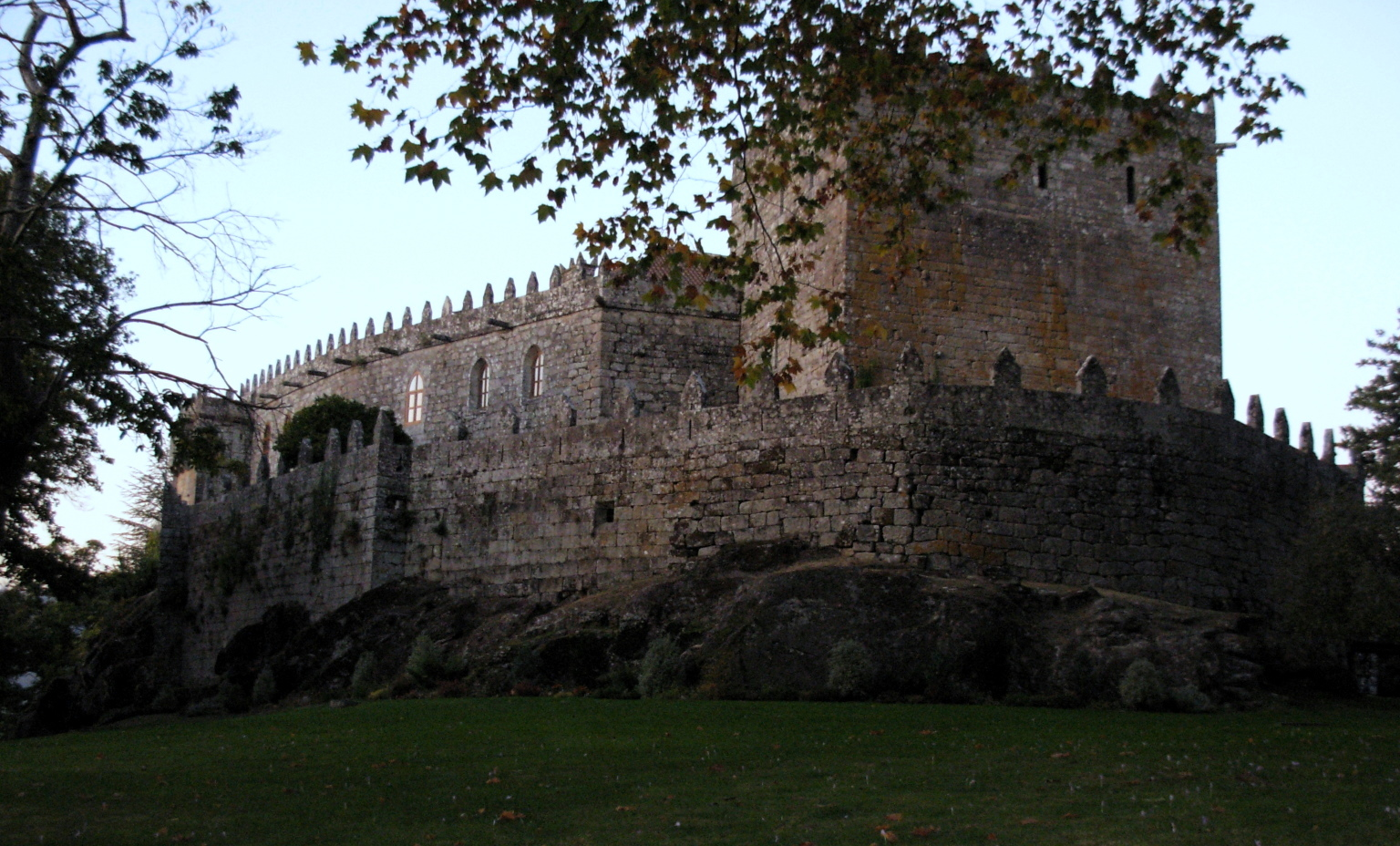
Château de Soutomaior, aperçu

Le château de Soutomaior est situé dans la paroisse civile de San Salvador de Soutomaior, dans la commune de Soutomaior, dans la province de Pontevedra, dans la communauté autonome de Galice, en Espagne.
Il se dresse au sommet du mont Viso, à 119 mètres d'altitude, en position dominante au confluent des rivières Oitavén et Verdugo, un endroit stratégique pour contrôler le trafic entre le sud-ouest et le centre de la Galice. Construit à une date incertaine, c'est le lieu d'origine et le centre de pouvoir de l'une des lignées les plus importantes de la Galice médiévale, les Soutomaior. Il est situé à 15 km de la ville de Pontevedra.
Dans ce lieu historique est née l'écrivaine María Vinyals (1875-1940), pionnière des droits des femmes en Espagne. En sa mémoire, le château accueille aujourd'hui l'Escola de Igualdade María Vinyals (en français : l'École de l'Égalité María Vinyals).

## Histoire

### Contexte
L'origine primitive de cette fortification n'est pas claire. Une légende locale fait référence à sa construction avant l'invasion musulmane de la péninsule ibérique. L'historiographie, quant à elle, bien que dépourvue de preuves documentaires à l'appui, le date du XIIe siècle, construit à l'initiative de Paio Méndez Sorrede, le premier à utiliser le nom de famille Soutomaior.

### LeMoyen Âge tardif
Depuis lors, les Soutomaior ont participé à la plupart des événements politiques et sociaux de l'histoire de la Galice, à savoir à la guerre civile entre Pierre I de Castille et Henri II de Castille, aux guerres avec le Portugal, aux révoltes d'Irmandiña, ou aux multiples affrontements entre les évêchés de Tui et Saint-Jacques-de-Compostelle et les maisons nobles galiciennes entre elles.
Parmi les membres de cette famille se distingue la figure de Pedro Álvarez de Soutomaior, plus connu sous le surnom de «Pedro Madruga». À côté du château de Soutomaior se trouve le lieu-dit Castro de Penedo où, en 1477, l'archevêque de Saint-Jacques-de-Compostelle, Alonso II de Fonseca et Ulloa a fait bâtir le château de Castrizán, ayant pour fonction de contrôler le château de Soutomaior. À son retour de captivité en Castille, Madruga a conquis et rasé le château de l'archevêque, sur le site duquel se trouve actuellement la chapelle de la Vierge des Neiges. Après sa mort, en 1486, les conflits de succession au sujet de ses terrains, ont fait diminuer l'importance de cette famille.

### DuXVIIIesiècleà nos jours
C'est en 1795 que la chancellerie de Valladolid résolut les différends successifs, décidant en faveur de Benito Fernando Correa de Soutomaior, 4e Marquis de Mos. Cependant, ayant perdu sa fonction stratégique, le château était déjà dans un état de ruine imminente.
En 1870, Antonio Aguilar y Correa, marquis de la Vega Armijo, a établi une résidence d'été dans le château, pour laquelle il a procédé à des travaux de rénovation et d'agrandissement, ce qui lui a donné l'aspect actuel d'une résidence palatiale.
Au cours de cette période, le château a connu une vie sociale et politique dynamique, ayant même été visité par le roi Alphonse XII. Cette dynamique s'est poursuivie avec sa nouvelle propriétaire, à partir de 1902, María Vinyals, marquise d'Ayerbe, populairement connue sous le nom de La Marquise Rouge, ou la Dame Rouge (pionnière du mouvement féministe en Espagne), et son mari, le Docteur Lluria (promoteur du militantisme marxiste à Cuba ), jusqu'à ce que le couple, accusé d'intrigues politiques, perde ses biens aux enchères publiques en octobre 1917, entamant une nouvelle période d'abandon et de délabrement du château.
Il a été acquis par la députation provinciale de Pontevedra en 1982, ce qui a favorisé des travaux de consolidation et de restauration achevés en 1987.
De nos jours, le château est en bon état. Il est utilisé dans des activités culturelles et, malgré les nombreuses rénovations et améliorations subies tout au long de son histoire, il conserve son aspect médiéval. O peut visiter un musée qui présente l'histoire de la fortification, ainsi que le jardin d'excellence internationale du camélia. C'est également le siège de l'École de l'égalité María Vinyals de la Députation de Pontevedra.

## Description
Bien que l'on ne sache pas si la structure actuelle a été construite au-dessus d'une autre structure précédente, certaines indications suggèrent que oui, compte tenu du type de travail dans le mur du donjon, où se trouvent de petits moellons, très érodés et irréguliers, utilisés aussi dans les tours frontalières portugaises du XIIe siècle.

### Les murs
L'ensemble occupe une superficie totale de 25 hectares, constituant un périmètre à double paroi de plan ovale organique (adapté au terrain).
La première ceinture de murs a deux portes: celle du sud, actuellement en service, qui conserve les armoiries du marquis de Mos, et celle du nord, la porte d'armes primitive, portant les armoiries de la famille Soutomaior et Zúñiga.
La deuxième ceinture est postérieure aux révoltes d'Irmandiña, lorsque le château a été gravement endommagé, nécessitant des rénovations importantes. On ne sait pas si ce deuxième mur a remplacé le précédent, car aucune trace n'a été identifiée pour le démontrer. On y retrouve des nouveautés constructives visibles telles que les fissures, aujourd'hui bouchées.
Dans les rénovations de la fin du XIXe siècle, la plupart du parapet et des créneaux de l'enceinte extérieure ont été construits, ainsi que des arcs et des gargouilles qui couronnent les murs extérieurs.

### Le donjon
Le corps principal du château est dominé par le donjon d'origine. De plan rectangulaire, il occupe environ 150 mètres carrés et culmine à 15 mètres de hauteur. Ses murs, dans certaines sections, ont une épaisseur de plus de 3,5 mètres. Il est divisé à l'intérieur en plusieurs étages et est accessible par le premier étage, à l'origine par un pont-levis.

### Le palais
Le palais, adjacent au donjon, s'étend au nord jusqu'à une deuxième tour, datant du XVe siècle, dont sont conservés les moellons primitifs.
C'est le résultat de la reconstruction et de l'agrandissement menés par les marquis de la Vega de Armijo, suivant le style historiciste en vogue à l'époque et se configurant comme un palais néogothique. On y a ouvert des galeries, des portes et des ouvertures avec des arcs brisés à l'extérieur; à l'intérieur on a construit de nouveaux escaliers une chapelle, des salles avec un plafond à caissons en bois et des cheminées.
Dans cet ensemble, la soi-disant galerie des dames qui l'entoure a un charme romantique; c'est une délicate œuvre néo-gothique face à la cour d'honneur.

### Les jardins
Les jardins environnants totalisent 15 700 mètres carrés, résultant des travaux non seulement du marquis de la Vega et d'Armijo, mais des propriétaires ultérieurs. On y trouve de nombreuses espèces végétales, dont certaines ont plus de huit cents ans, comme les cèdres du Liban, eucalyptus, épicéas, palmiers, camélias, châtaigniers, orangers, magnolias, sycomores, houx, cyprès, séquoias et une multitude d'espèces de fougères ou des plantes florales comme les hortensias, qui lui donnent une belle couleur.

## Galerie

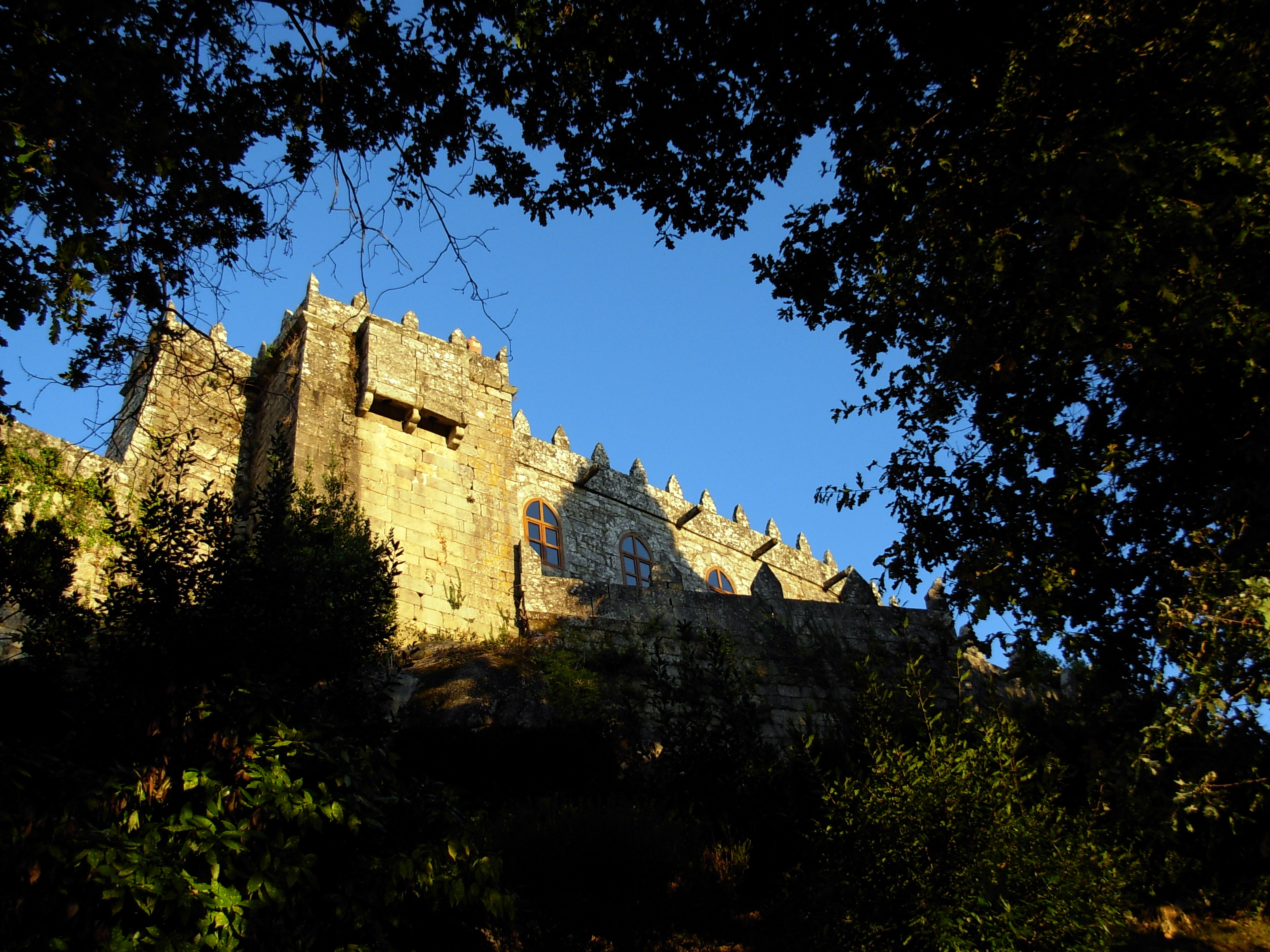
Détail de la galerie des dames
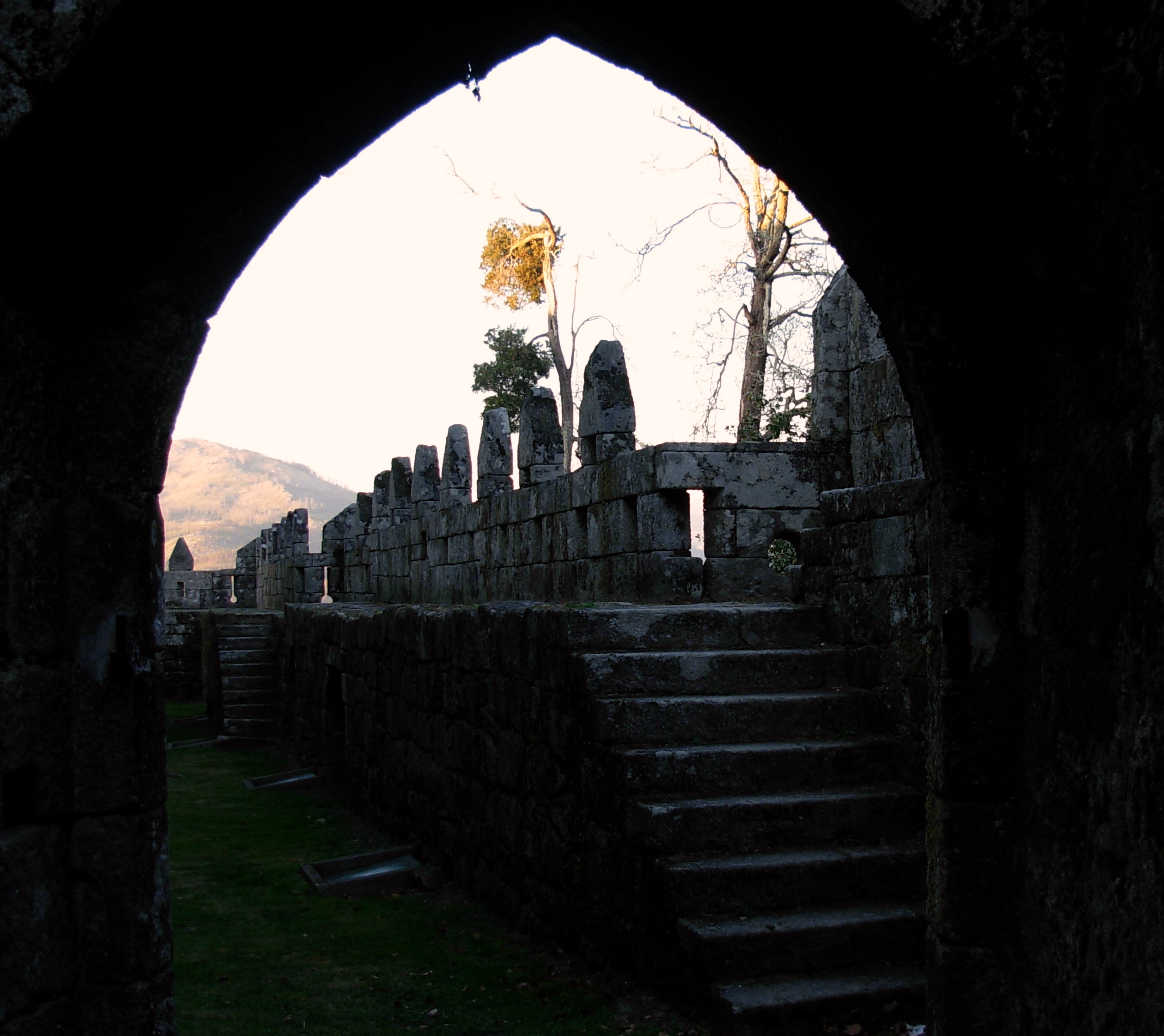
Chemin de ronde
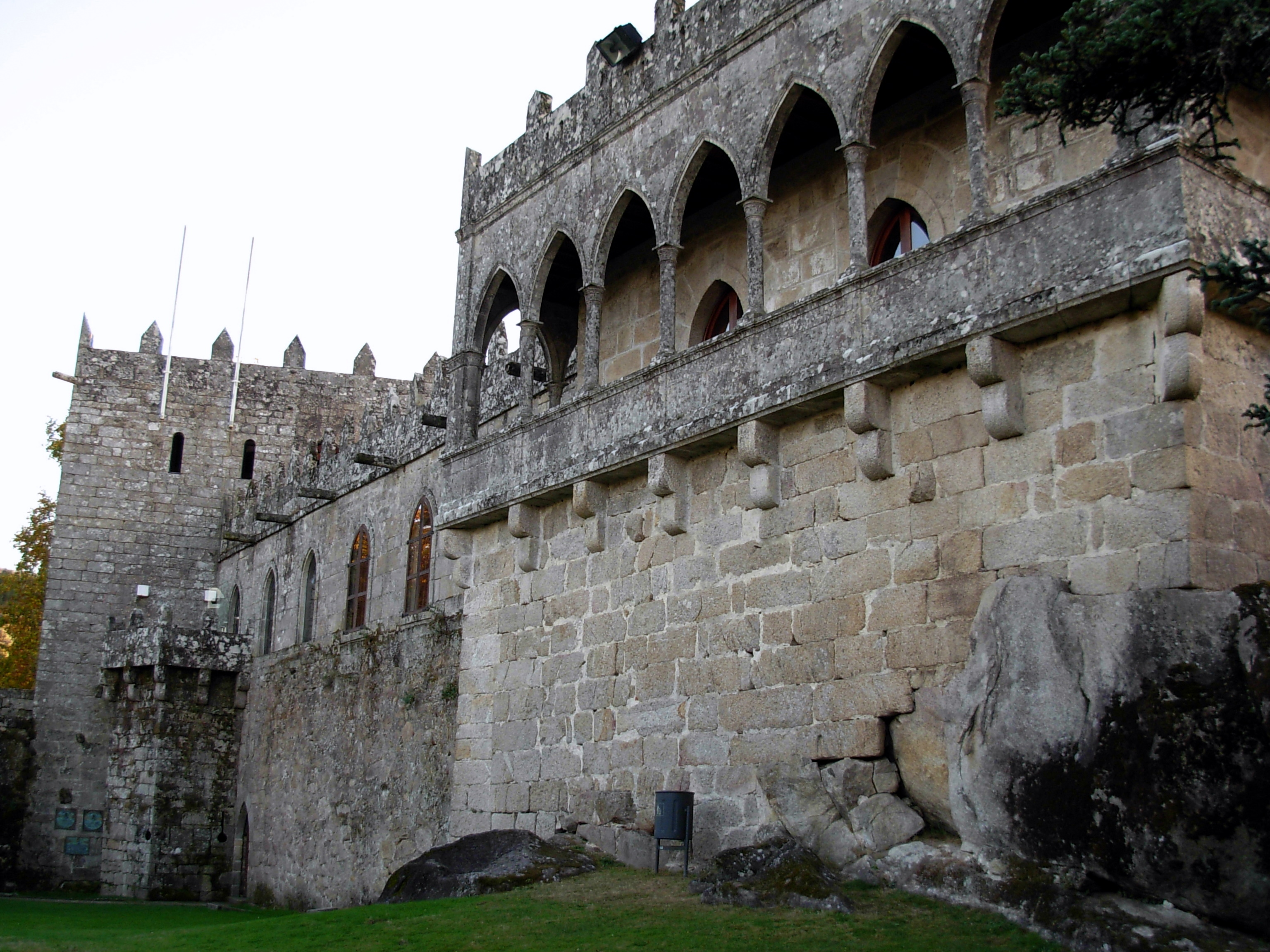
Galerie des dames du fossé
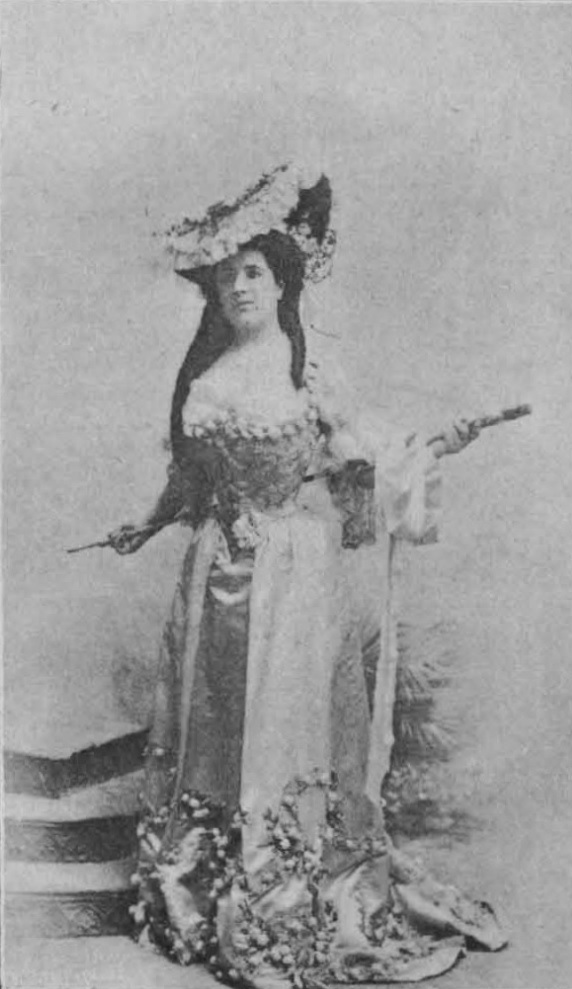
María Vinyals (1875-1940), personnalité historique du château

## Voir également

### Autres articles
- Liste des châteaux en Espagne
- Pontevedra